# Nicolás Hidalgo
Nicolás "Nico" Hidalgo García (ur. 30 kwietnia 1992 w Motril, zm. 1 marca 2025) – hiszpański piłkarz występował na pozycji pomocnika w hiszpańskim Cádiz CF.